# Mariliana cicadellida
Mariliana cicadellida là một loài bọ cánh cứng trong họ Cerambycidae.